# Johann Franz Jakob von Schullern zu Schrattenhofen

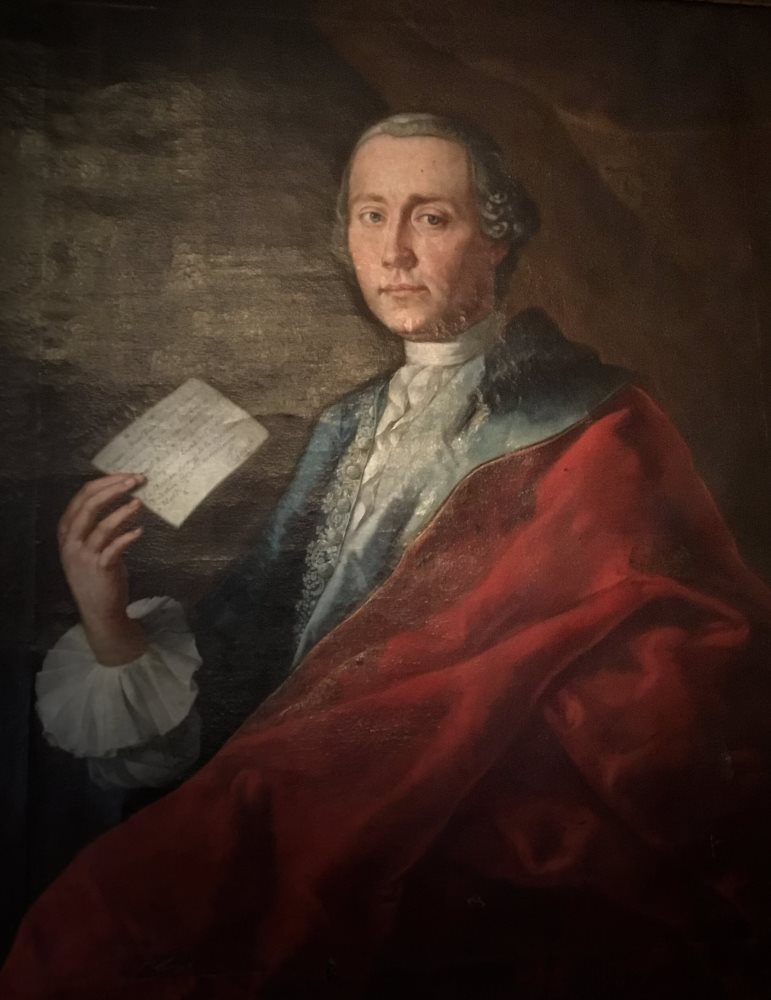
Johann Franz Jakob Schueller Ritter Schuellern zu Schrattenhofen (1723–1795)

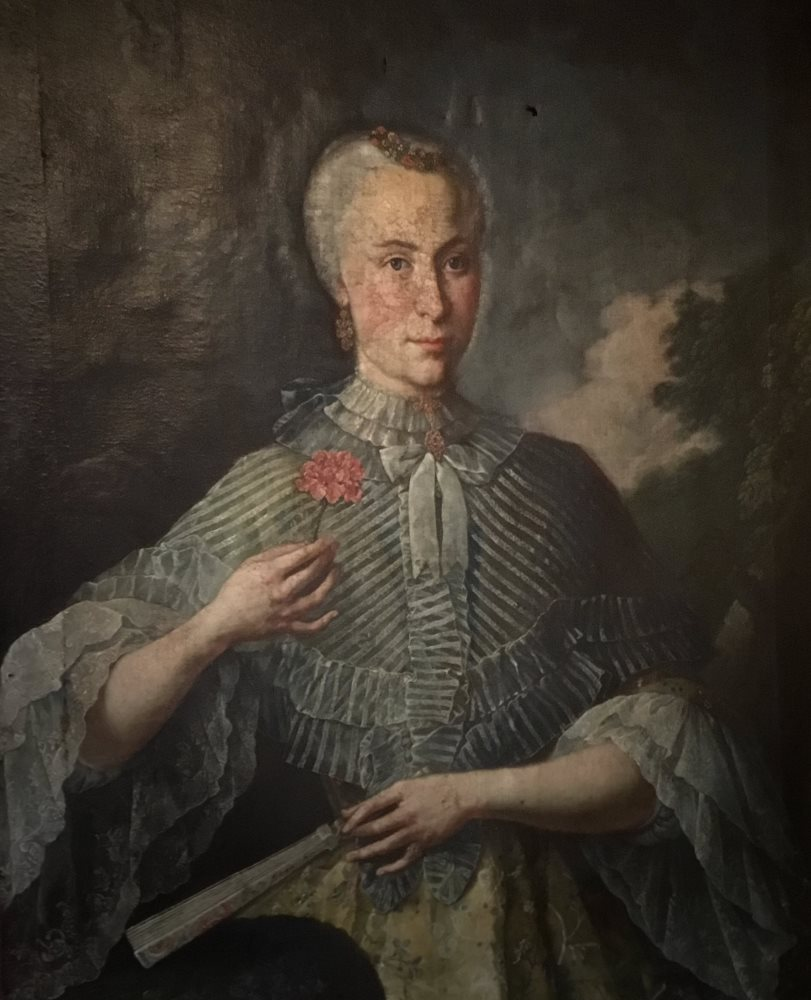
Helene Preu von Lusenegg und Korburg (1732–1801)

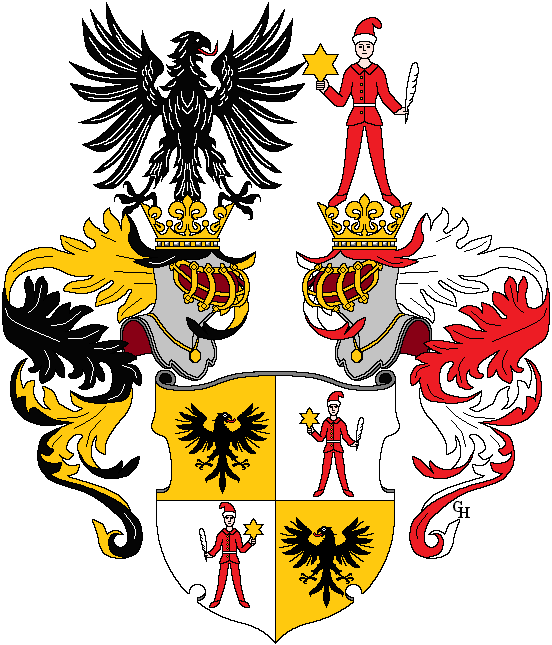
Wappen der Ritter von Schullern zu Schrattenhofen

Johann Franz Jakob Schueller Ritter von Schuellern zu Schrattenhofen (* 11. Juni 1723 in Innsbruck; † 24. Oktober 1795 in Lienz) war Wirklicher Marschkommissär im Pustertal, Verwalter der königlichen Stiftsherrschaft Lienz und Schlosshauptmann auf Bruck; aus der Familie Schullern zu Schrattenhofen.

## Leben und Wirken
Als einziger Sohn des Hofkammerrates Anton Schueller Ritter von Schuellern zu Schrattenhofen und der Eleonora Lachemayr von Ehrenhaimb und Madlein geboren, studierte er in Innsbruck und Siena. Nach Ablegung des Rigorosum insigni cum laude wurde er unter dem Dekanate des Josephus Biner am 8. April 1747 von der Universität Innsbruck in utroque jure graduiert.
Ab 1752 war er in Lienz als Verwalter der königlichen Stiftsherrschaft und als Schlosshauptmann auf Bruck tätig. Als Wirklicher Marschkommissär im Pustertal war Schuellern im Jahre 1760 an der Reise der Braut Erzherzog Josephs (dem späteren Kaiser Joseph II.), Isabella von Bourbon-Parma, nach Wien beteiligt. Die Reise ging von Parma ausgehend mit zahlreicher Suite (mit einem Gefolge von etwa 180 Personen mit 325 Zug- und 16 Reitpferden) über Bozen und Brixen durch das Pustertal nach Lienz und weiter nach Wien. Der kaiserliche Brautwerber Fürst Josef Wenzel Liechtenstein hatte die Strecke vorher bereist und alle Anordnungen getroffen, damit die Sicherheit und die Bequemlichkeit der Reise und der Aufenthaltsorte für die hohe Braut gewährleistet waren. Die Vorbereitungen der Reise durch das Pustertal nach Lienz oblagen dem Marschkommissär Johann Franz Jakob Schueller von Schuellern, der aufgefordert worden war, über die Reise einen ausführlichen Bericht an das Gubernium in Innsbruck zu erstatten. In diesem Bericht gab er ausführlich Rechenschaft über seine Tätigkeiten.
Bereits Monate vorher waren die Räumlichkeiten der Haltestationen visitiert, die Türen beschriftet und alle Sicherheitsmaßnahmen getroffen worden. Bezüglich Instandsetzung der Häuser und Straßen wurden laut Befehl der Hofkammer täglich hundert Arbeiter samt Fuhrwerk bereitgestellt. Die Stadt Lienz ließ auf eigene Kosten die gepflasterten Wege mit feinem Sand beschütten und das Meranertor erhöhen und verputzen. Mit größter Sorgfalt wurden auch für das leibliche Wohl Vorkehrungen und Bedarfsanforderungen ins Auge gefasst. Schuellerns Bericht gibt klare Einblicke in die damals übliche Hofetikette, über das Verhalten der Landbevölkerung bei besonderen Feierlichkeiten, über die Dienstverhältnisse innerhalb des königlichen Hofstaates und schließlich über den enormen Aufwand an Kosten, Personal und Zubehör für eine solche Reise. Der Bericht führt im Zuge der Vorbereitungen auch Meinungsverschiedenheiten zwischen den einzelnen lokalen Obrigkeiten an: ... daß auf den 11. August 1760 vom Kreisamt im Pustertale eine Konferenz in Innichen ausgeschrieben wurde. Zu dieser wurden sämtliche Kreisobrigkeiten, der Landrichter und der Herrschaftsverwalter einberufen. Dabei kam der Wechsel von Reit- und Zugpferden zur Debatte, wobei Lienz, bei Mangel an Pferden in den oberen Stationen, 241 Pferde nach Sillian und 30 Pferde nach Mittewald zur dortigen Poststation zu stellen hatte, sich aber alle Gerichte im Bedarfsfalle aushelfen mußten. Als man jedoch verlangte, daß die einzelnen Gerichte auch die Verpflegung der Pferde zu übernehmen hätten, widersetzte sich dem der Pfleger von Toblach. Man debattierte über diesen Fall nach pro und contra, als der k. k. Hofpost-Offizier und der Fourier in Innichen ankamen und die Versicherung gaben, daß der kaiserliche Hof jedem Stationspferd 12 Pfund Heu und 6 Pfund Hafer nebst dem üblichen Postgeld und Trinkgeld von Post zu Post verabreichen lassen werde, wie dies auch wirklich geschah. Damit waren die Differenzen behoben und die Conferenz beendigt.
Johann Franz Jakob Schueller von Schuellern war mit Maria Helena von Preu zu Lusenegg und Korburg (* 14. März 1732; † 8. November 1801 in Lienz) vermählt und hatte fünf Kinder, darunter zwei Söhne. Johann Josef Anton Cornel begründete den Osttiroler und Johann Anton Albert den Nordtiroler Ast.

## Besitzungen
- 1751 bis 1781 kontinuierliche Verleihung der Lehnsherrschaften Staufen und Hilzingen im Landkreis Konstanz durch das Kloster Petershausen.[5]
- 1768 bis 1795 Prantlhof in Heiligenkreuz bei Hall in Tirol.
- Edelsitz Ehrenheim in der Pickettorgasse (heute Seilergasse) in Innsbruck (aus dem Erbe der Mutter Eleonore v. Lachemayr).